# Kazuhiro Koshi
Kazuhiro Koshi (越 和宏, Koshi Kazuhiro), né le 23 décembre 1964, est un ancien skeletoneur japonais. Au cours de sa carrière, il a pris part aux Jeux olympiques de 2002, 2006 et 2010 où sa meilleure performance est une huitième place en 2002. Aux Championnats du monde qu'il a disputés entre 1993 et 2009, sa meilleure performance est une quatrième place en 2003 à Nagano, enfin en Coupe du monde il termine à deux reprises en seconde position du classement général en 1998 et 2001, il est le premier Japonais à s'être imposé lors d'une épreuve de Coupe du monde, les deux victoires ayant été acquises sur la piste de Nagano en décembre 1999 et février 2001. Il termine sa carrière en 2010.

## Palmarès

### Jeux olympiques d'hiver
- Meilleur résultat : 8e en 2002 à Salt Lake City (États-Unis).

### Championnats du monde de skeleton
- Meilleur résultat : 4e en 2003.

### Coupe du monde
- Meilleur classement au général : 2e en 1998 et 2001.
- 8 podiums individuels : 2 victoires et 6 troisièmes places.

#### Détails des victoires en Coupe du monde
| Édition   | Piste  | Total |
| 1999-2000 | Nagano | 1     |
| 2000-2001 | Nagano | 1     |